# Винтер Гарден (Флорида)
Винтер Гарден (енгл. Winter Garden) град је у америчкој савезној држави Флорида. По попису становништва из 2010. у њему је живело 34.568 становника.

## Демографија
Према попису становништва из 2010. у граду је живело 34.568 становника, што је 20.217 (140,9%) становника више него 2000. године.
| Група             | 2000.         | 2010.          |
| Белци             | 9.587 (66,8%) | 18.762 (54,3%) |
| Афроамериканци    | 1.902 (13,3%) | 5.520 (16,0%)  |
| Азијати           | 142 (1,0%)    | 1.761 (5,1%)   |
| Хиспаноамериканци | 2.511 (17,5%) | 7.606 (22,0%)  |
| Укупно            | 14.351        | 34.568         |